# Mikkel Kasper
Mikkel Kasper (født 5. maj 1992) er en dansk MMA-udøver, der konkurrerer i mellemvægt-klassen. Kasper blev amatørverdensmester i mellemvægt ved VM i Las Vegas i 2014. Han er ubesejret i sine tre professionelle kampe.

## MMA-karriere

### Amatørkarriere
Kasper startede som 11-årig til judo i 2003 og formåede at opnå en plads på det danske Cadet landshold hvor han vandt det danske og nordiske mesterskab og deltog i EM i judo. Kasper debuterede som amatør i MMA i 2013, allerede efter at være startet samme år. Efter 2 kampe blev han dansk mester da han slog Thomas Jessing og kvalificerede sig hermed til Amatør VM i Las Vegas i 2014. Kasper vandt verdensmesterskabet i mellemvægt, der fandt sted blot et år efter sine amatørdebut. I semifinalen den 3. juli, vandt han over britiske Daniel Cassell på submission efter 37 sekunder i omgang og i finalen den 5. juli vandt han ligeledes på submission efter 48 sekunder over norske Gard Olve Sagen.

### Professionelle karriere
Han fik sin professionelle MMA-debut i Malmø i Sverige den 26. december 2015, hvor han besejrede svenske Linus Andersson via submission efter 1 minut og 12 sekunder i 2. omgang.
Hans seneste kamp var en submission-sejr mod engelske Jenaid Ebanks til Golden Ticket Fight Promotions: Fight Night 8 den 10. februar 2018 i Wolverhampton i England.

## Ekstern henvisning
- Artiklen har ingen egenskaber for sportsdatabaser i Wikidata